# Крупинцы
Крупинцы — деревня в Зуевском районе Кировской области в составе Соколовского сельского поселения.

## География
Находится на расстоянии примерно 12 километров на юг-юго-восток от районного центра города Зуевка.

## История
Известна с 1764 года, когда в ней учтено было 24 жителя. В 1873 году учтено было дворов 7 и жителей 48, в 1905 9 и 75, в 1926 — 14 и 90, в 1950 — 19 и 75 соответственно. В 1989 году отмечено 2 жителя.

## Население
Постоянное население составляло 3 человека (русские 67 %, украинцы 33 %) в 2002 году, 2 в 2010.